# Gerhard Hamann
Gerhard Hamann (* 27. Januar 1935; † 11. September 2000 in Trossingen) war ein deutscher Cellist und Professor an der Musikhochschule Trossingen.

## Leben und Wirken

### Familie
Gerhard Hamann war der Sohn des Geigers und Konzertmeisters Bernhard Hamann (1909–1968), der das Hamann-Quartett gründete. Seine einzige Schwester war die Schauspielerin Evelyn Hamann (1942–2007). Gerhard Hamanns Sohn ist der Geiger Sebastian Hamann (* 1968).

### Musikalische Laufbahn
Hamann studierte Cello bei Arthur Troester. Zudem nahm er an Meisterkursen bei Pablo Casals und Enrico Mainardi teil und war Stipendiat der Studienstiftung des Deutschen Volkes. Beim Wettbewerb des Pariser Konservatoriums gewann er den ersten Preis für Cello und Kammermusik.
Als Solocellist wirkte Hamann im Niedersächsischen Symphonie-Orchester Hannover, in der Königlichen Philharmonie Stockholm und im Dänischen Rundfunksymphonieorchester.
Ab 1978 lehrte Hamann als Professor für Cello und Kammermusik an der Musikhochschule Trossingen. Zudem war er Gründer und Leiter der internationalen Meisterkurse für Kammermusik in Sveg und Bollnäs in Schweden. Außerdem war er Dozent bei den Kammermusik-Förderkursen für Preisträger der Bundeswettbewerbe Jugend musiziert und wurde nach seiner Rückkehr nach Deutschland vom Präsidium des Deutschen Musikrates in die Leitungsgruppe der Deutschen Kammermusikkurse Jugend musiziert berufen.
Hamann starb nach schwerer Krankheit am 10. September 2000.